# Ivanić Košnički
Ivanić Košnički – wieś w Chorwacji, w żupanii krapińsko-zagorskiej, w gminie Desinić. W 2011 roku liczyła 23 mieszkańców.